# Aeropuerto de Andorra-La Seu
El Aeropuerto de Andorra-La Seu (oficialmente y en catalán: Aeroport d'Andorra-La Seu), también conocido como Aeropuerto de La Seu d’Urgell (IATA: LEU, OACI: LESU), es una instalación aeroportuaria de altura propiedad de Aeropuertos de Cataluña que desde diciembre de 2021 alberga vuelos comerciales, siendo también usado como aeródromo acogiendo vuelos de aviación general y de emergencia. Se encuentra situado en la comarca del Alto Urgel, al sur de Seo de Urgel (Cataluña, España) en la montaña de Ensiula entre los municipios de Montferrer Castellbó (Lérida) y Ribera de Urgellet (Lérida).
Las instalaciones actuales se reabrieron el 4 de junio de 2010 con el objetivo de dinamizar el turismo y el desarrollo económico de las comarcas del Alto Pirineo catalán. Las obras de reforma tuvieron un coste de 2,9 millones de euros y se iniciaron a finales de 2009. Hasta ahora había estado infrautilizado ya que desde el 1984 no acoge vuelos comerciales regulares y solo era utilizado de forma residual por aeronaves privadas y aeroclubs. La recuperación del aeropuerto permitirá, después de la redacción del plan director, enlazar el Pirineo catalán y Andorra con otros puntos de la geografía española y europea. Desde diciembre de 2021 recibe los vuelos comerciales que tienen mucha demanda especialmente desde Madrid y en la temporada de esquí. 
El plan de aeropuertos de la Generalidad de Cataluña prevé que este sea un aeropuerto regional que ha de facilitar el acceso al transporte aéreo de esta infraestructura con cualquier otro aeropuerto regional europeo. 
El 17 de diciembre de 2021 empezó a operar un nuevo vuelo desde Madrid hacia este aeropuerto, con Air Nostrum. 
Algunos sectores de la comarca del Alto Urgel se manifestaron contrarios a la reapertura, como por ejemplo la Asociación en defensa del Alto Urgel (AEDAU) que defiende que el aeropuerto es perjudicial porque se encuentra demasiado cerca de poblaciones como Adrall, Arfa (Ribera de Urgellet) y Montferrer (Montferrer Castellbó). Además el nombre de Andorra-La Seu también provocaba descontento.

## Cronología
- 1931: Jaime Nadal Maimó obtiene la concesión de una línea aérea Barcelona-Andorra.
- 1932: se acaban las obras de construcción de hangares y una terminal en Benavarre (Bellestar, Alto Urgel), pero la línea aérea se queda sin financiación.
- 1975: el industrial Josep Betriu inicia las obras del aeropuerto en la montaña de Ensiula.
- 1978: empresarios andorranos tienen contactos con una empresa inglesa constructora de aviones para crear Air Andorra.
- 1980: finalización de la construcción del aeropuerto.
- 1982 - 29 de julio: inauguración con un vuelo de Aviaco entre Barcelona y Seo de Urgel.
- 1984: cierre del aeropuerto para vuelos comerciales.
- 2007: cierre total del aeropuerto por razones de seguridad.
- 2007: el Instituto Catalán del Suelo compra el 85% de los terrenos del aeropuerto.
- 2009: se inician las obras de mejora del aeropuerto con un coste de 2,9 millones de euros.
- 2010 - 4 de junio: se reabre el aeropuerto para vuelos de aviación general y de emergencias.
- Noviembre de 2014 - Se aprueba el nuevo nombre para el aeropuerto (Aeropuerto de Andorra-La Seu)
- 8 de enero de 2015 - Se reabre el aeropuerto para vuelos comerciales
- 2018 - Instalación de luces PAPI
- Octubre de 2019 - Se hacen pruebas para poder operar con GPS

## Características técnicas
- Pista de 1.250 m de largo
- Franja de vuelo de 150 m
- Calle de rodadura de acceso a plataforma
- Plataforma de estacionamiento de aeronaves con áreas para la aviación regional, general y deportiva
- Área terminal (torre de control, hangares, edificio terminal, aparcamientos)
- Instalaciones para salvamento y extinción de incendios
- Suministro de combustible
- Helipuerto
- Planta depuradora
- Ayudas a la navegación y aproximación : NDB SEO (Freq=340.0) a 6.4 NM del aeropuerto
- A causa de la longitud de la pista los aviones más grandes que pueden operar en este aeropuerto son el ATR 42, el ATR 72, el De Havilland Canada, el British Aerospace 146 y el Airbus A220-100, así pues, con aviones que solo pueden llevar 100 pasajeros, Aunque para operar el Airbus 320 o el Boeing 737 se tendría que aplicar ciertas restricciones de peso o se debería ampliar el ancho de pista.

## Aerolíneas y destinos

### Destinos nacionales
| Ciudades            | Aeropuerto                              | Aerolíneas  | Aeronaves | Frecuencias semanales |
| España              | España                                  | España      | España    | España                |
| ------------------- | --------------------------------------- | ----------- | --------- | --------------------- |
| Islas Baleares      |                                         |             |           |                       |
| Palma de Mallorca   | Aeropuerto de Palma de Mallorca         | Air Nostrum |           |                       |
| Comunidad de Madrid |                                         |             |           |                       |
| Madrid              | Aeropuerto Adolfo Suárez Madrid-Barajas | Air Nostrum |           |                       |